# アプスリー・ハウス
アプスリー・ハウス (英: Apsley House) は、1778年に建てられたロンドンにあるウェリントン公爵家のタウンハウスである。"ロンドン一番地" (Number One, London) という愛称で知られている。ハイド・パークの南東に位置するハイド・パーク・コーナーにあり、正面にあたる南側は交通量の多いラウンドアバウトで、中心にウェリントン・アーチ (英語版) が建っている。第9代ウェリントン公爵は現在も建物の一部を使用していて、イギリス貴族のタウンハウスが建築当時のまま現存している例としては唯一の建物であると考えられる。イギリス指定建造物のグレードIに指定されており、現在イングリッシュ・ヘリテッジにより運営されている。
アプスリー・ハウスは、ウェリントン博物館と呼ばれることもある。博物館及びアート・ギャラリーとして一般公開されていて、スペイン王室から下賜された83点の絵画の他、初代ウェリントン公爵の絵画コレクション、磁器、公爵のためにポルトガルで作られた1815年頃のシルバーのセンターピース  、彫刻や家具などが展示されている。

## 歴史

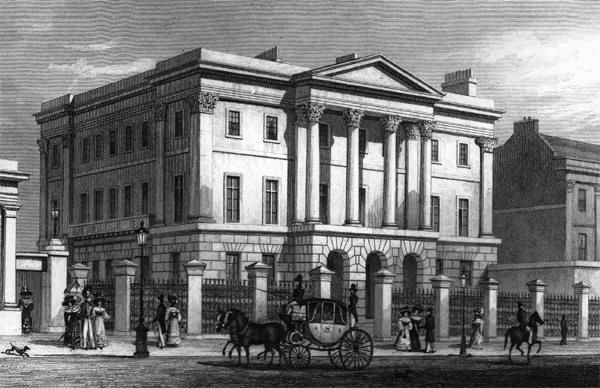
トーマス・H・シェパード (英語版) 作画によるアプスリー・ハウス　1829年作
ハイド・パークの中央門が左手に見える。

アプスリー・ハウスは、イギリス王室所有の古い宿泊施設の敷地内に建っている。インターレグナム期  には現在のオールド・リージェント・ストリートとハイド・パーク・コーナーの間に新しい建物が建てられた。王政復古後の1600年代にこれらの建物はジェームズ・ハミルトン (英語版) に貸し出され、彼の死後1692年、その未亡人エリザベスにより改装されて99年間のリース契約が結ばれた。ちなみにウェストミンスターにある通りの名前 "ハミルトン・プレイス" (英語版) は、彼の名前に由来している。アプスリー・ハウスが建設される直前まで、その敷地には "ヘラクレスの柱" と呼ばれるタヴァーン (宿屋兼居酒屋) があった。この店はヘンリー・フィールディングの代表作『捨て子トム・ジョーンズの物語』に登場している:789 。
アプスリー・ハウスは、元々は1771年から78年にかけてロバート・アダムにより、大法官アプスリー卿のためにレンガ造りにより建てられ、その名前が付された。アダムによる内装は一部現存していて、それは例えば、半円形のらせん階段、アプスを持つドローイング・ルーム (リビングルーム) 、後にウェリントン公が増築した巨大なコリント式ポルチコの後ろにあるポルチコ・ルームである。

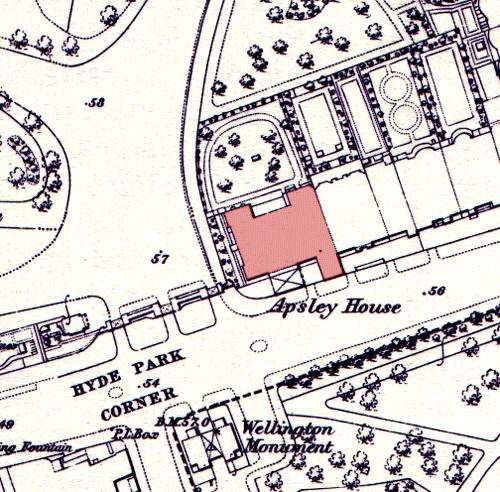
1869年の市街地図に見るアプスリー・ハウス
近隣の家屋は第二次世界大戦後にパーク・レーンを拡張するために取り壊され、ウェリントン・アーチ (英語版) は移動された。

この邸宅は、地方からロンドンに来る旅行者がナイツブリッジの有料ゲートを通った後最初に見る家だったので、"ロンドン一番地" (Number One,London) の愛称で呼ばれるようになった 。元々そこはピカデリー (英語版) 沿いに大邸宅が立ち並んでいた区域の一部で、それらの邸宅はパーク・レーン  拡張のために取り壊された。正式な住所は "149 Piccadilly, W1J 7NT" である 。
1807年アプスリー・ハウスは、初代ウェリントン公爵アーサー・ウェルズリーの兄、初代ウェルズリー侯爵リチャード・ウェルズリーによって買い取られ、その後1817年、彼はその当時新しい政治的キャリアを積むためにロンドンでの拠点を求めていたウェリントンへ売却した。
ウェリントンは2段階の改装を行うために、建築家ベンジャミン・ディーン・ワイアット (英語版) を採用した。最初1819年にワイアットは北東部に3階建ての拡張部を追加し、そこにステート・ダイニング・ルーム (大食堂) とベッド・ルーム、ドレッシング・ルームを作った 。第2弾の改装は、ウェリントンが首相に就任した1828年に始められ、邸宅の東部に新しい階段と"ワーテルロー・ギャラリー"  が作られた 。赤煉瓦造りの外装はバス・ストーン  で覆われ、ペディメントを冠したポルチコが加えられた :541 。ワイアットの当初の見積もりは23,000ポンドだったが、作業中に発見された構造的欠陥の修復が必要となり、費用は64,000ポンドを超えた 。ワイアットは内装に彼独自のフランス様式を導入し、それは特にワーテルロー・ギャラリーと華麗な鍛鉄による階段手すりに顕著だった。ニコラウス・ペヴズナーによると、「まさに帝政様式から新ロココ様式への転換」であった:463。
ワーテルロー・ギャラリーはもちろん、ワーテルローの戦いにおける公爵のナポレオンへの勝利にちなんで名づけられたものである。現在でも1815年6月18日を記念して、毎年特別な宴席が設けられている。公爵の騎馬像は交通量の多い道路越しに見ることができ、その台座は四隅を歩哨により守られている。この像は、ワーテルローの戦いで敵方から奪った銃を鋳造して作られたものである。
第7代ウェリントン公爵ジェラルド・ウェルズリー (英語版) は、1947年に邸宅とその重要な所蔵品を国に寄贈したが、1947年ウェリントン博物館法 (Wellington Museum Act 1947) により、邸宅の半分強を占有する公爵家の権利は、"ウェリントン公爵位" が存続する限り守られることとなった 。一家の居住区は現在邸宅の北側にあり、2階に集中している。

### 近年の出来事
2017年4月1日から来場者は、1817年にプロイセン王フリードリヒ・ヴィルヘルム3世から下賜された、金メッキ磁器のテーブルウェア400点を観覧することができる。これは1815年のワーテルローの戦いでのナポレオンへの勝利に対して、初代ウェリントン公爵に与えられたものである 。

## 美術所蔵品
アプスリー・ハウスに所蔵されている著名な200点の絵画の中には、初代ウェリントン公爵が1813年のビトリアの戦いの後に得た83点の絵画が含まれている。絵画はジョゼフ・ボナパルトの貨物列車の中にあったもので、"有史以来最大の戦利品" と呼ばれたものの一部だったが、大半はその戦いの後失われた。公爵の兄、メアリーバラ卿 (英語版) は、ビトリアから公爵の邸宅に到着した165点の "最も美しい絵画" を整理しリストをまとめた。ウェリントン公爵は、スペイン王室のコレクションを含むその絵画を返却することを決めたが、スペイン王フェルナンド7世は、"十分にふさわしい" として公爵に絵画を下賜することで応えた。
初代公爵が獲得した絵画が、全て一般公開されてきたわけではない。例えば21世紀に入って、それまでウェリントン公爵家のプライベートエリアに保管されていたティツィアーノ・ヴェチェッリオの絵画3点が、初めて一般公開された 。

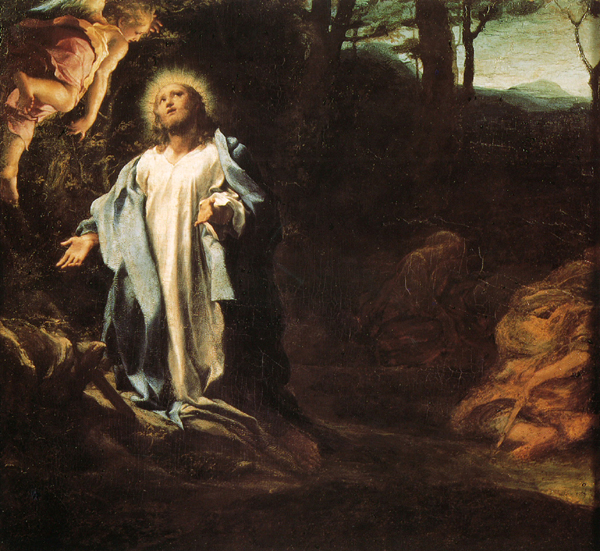
『ゲツセマネの祈り』 コレッジョ 1524年頃
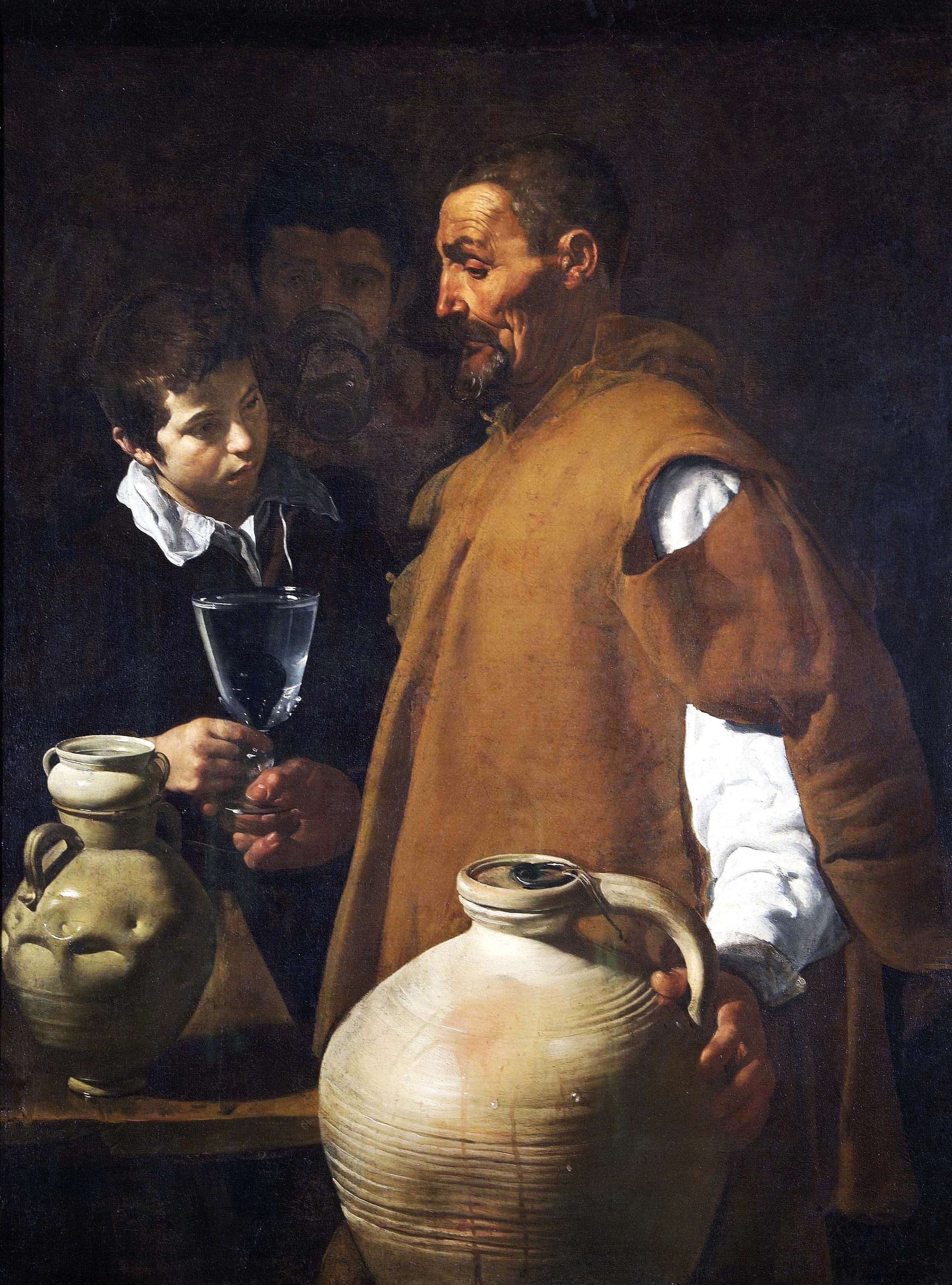
『セビーリャの水売り』 ディエゴ・ベラスケス 1620年頃
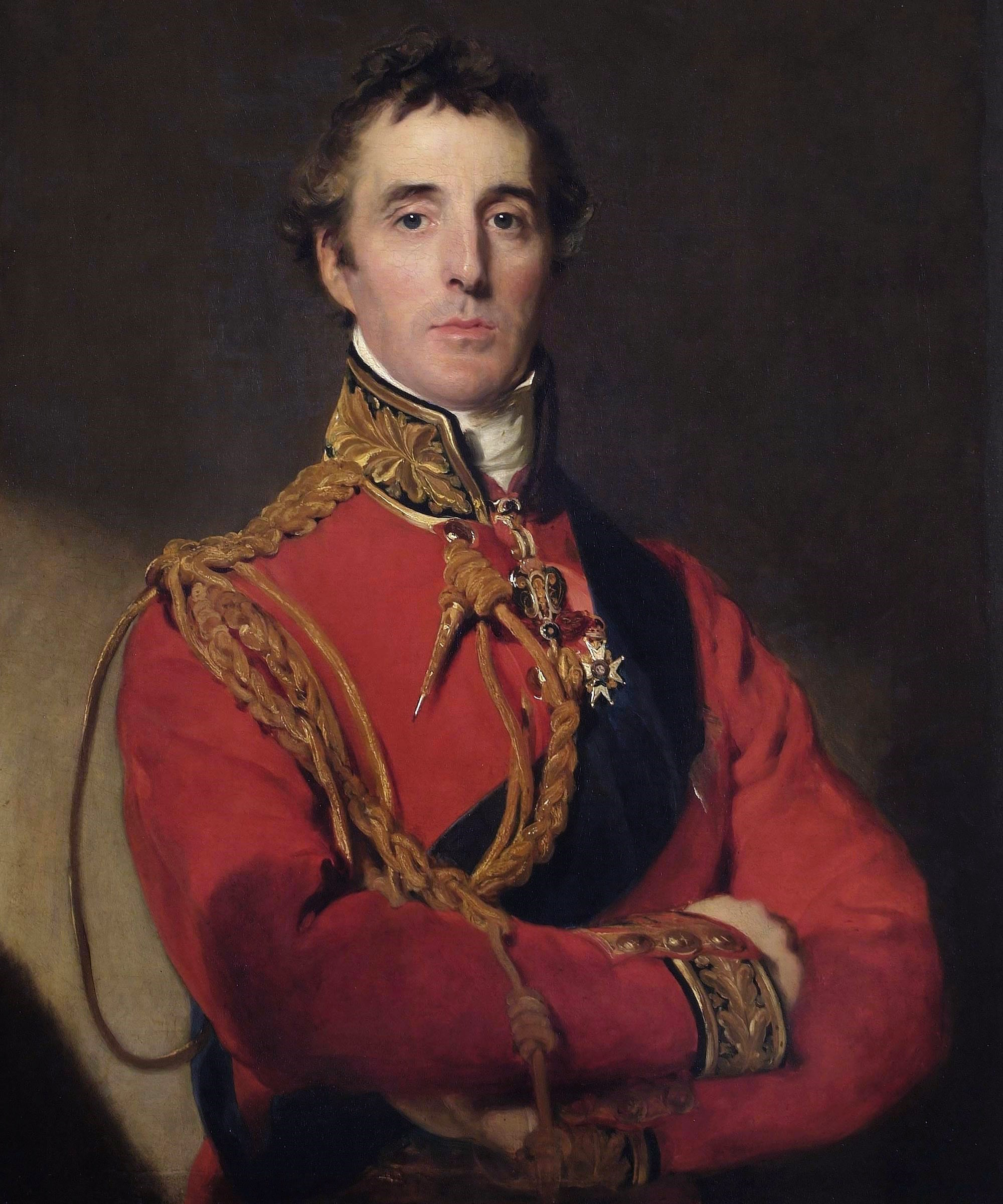
Arthur Wellesley, 1st Duke of Wellington トーマス・ローレンス1815年頃
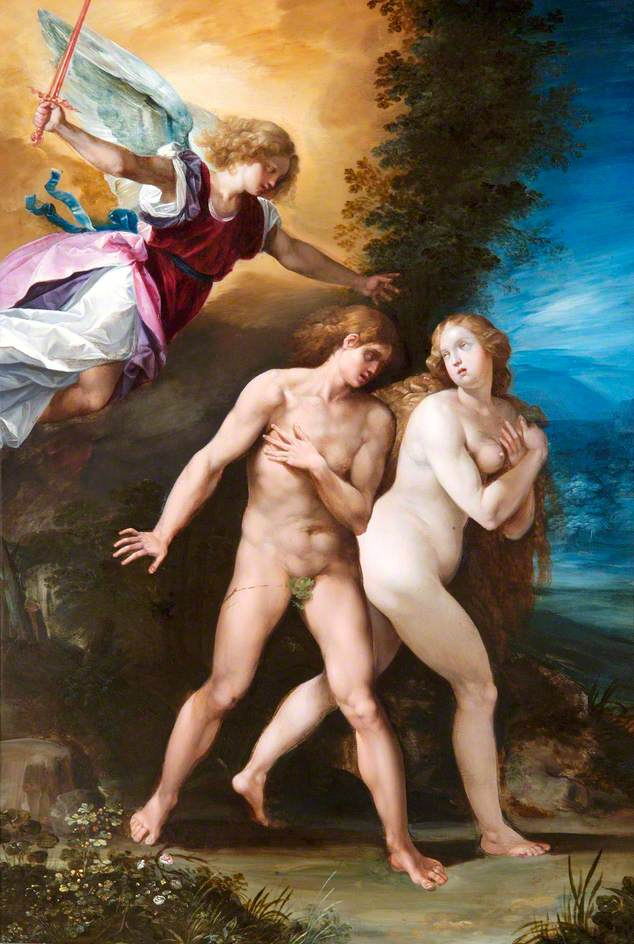
The Expulsion from Paradise ジュゼッペ・チェーザリ (英語版)1610年頃
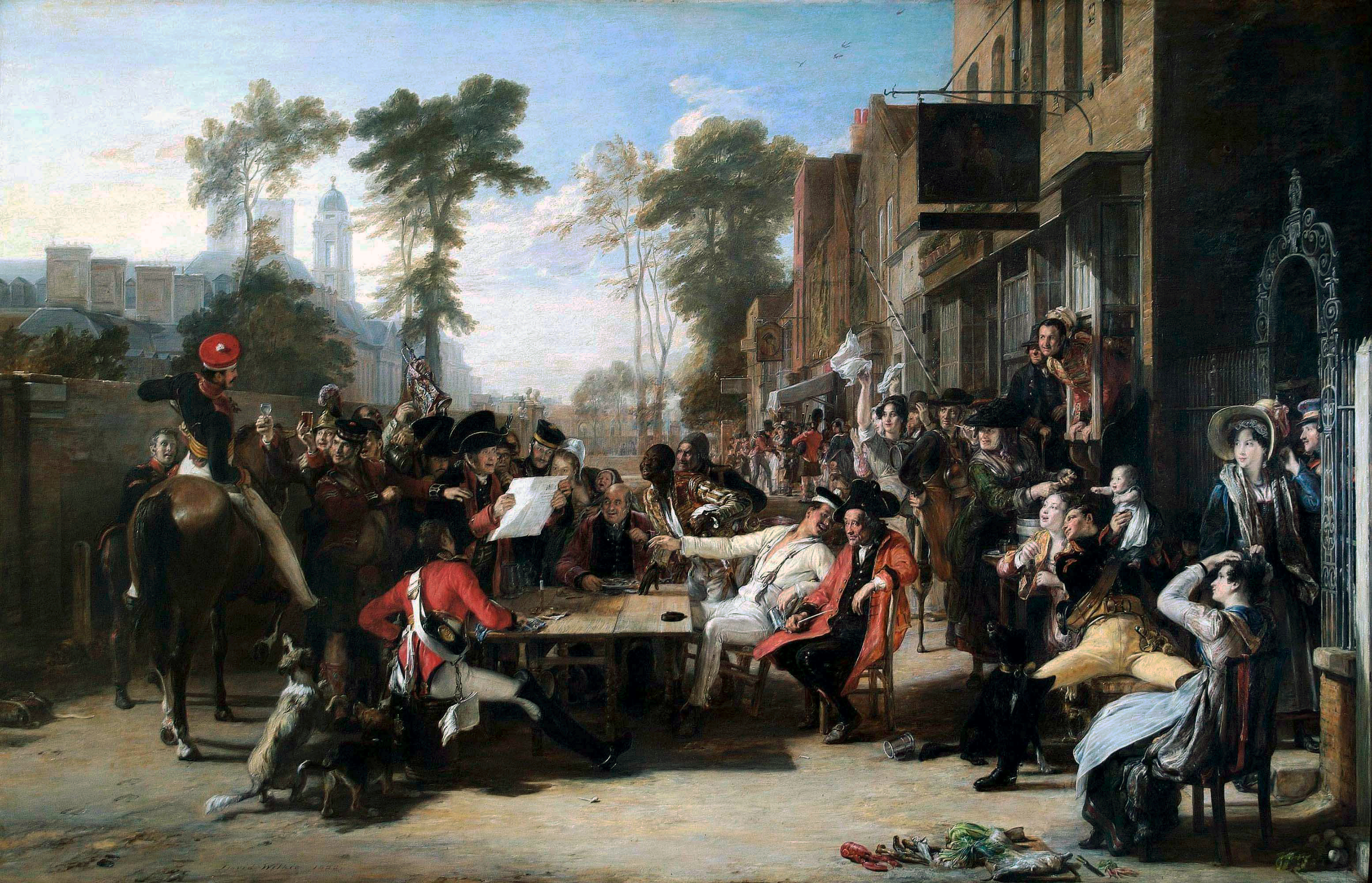
Chelsea Pensioners Reading the Waterloo Dispatch デイヴィッド・ウィルキー (英語版)1820年頃
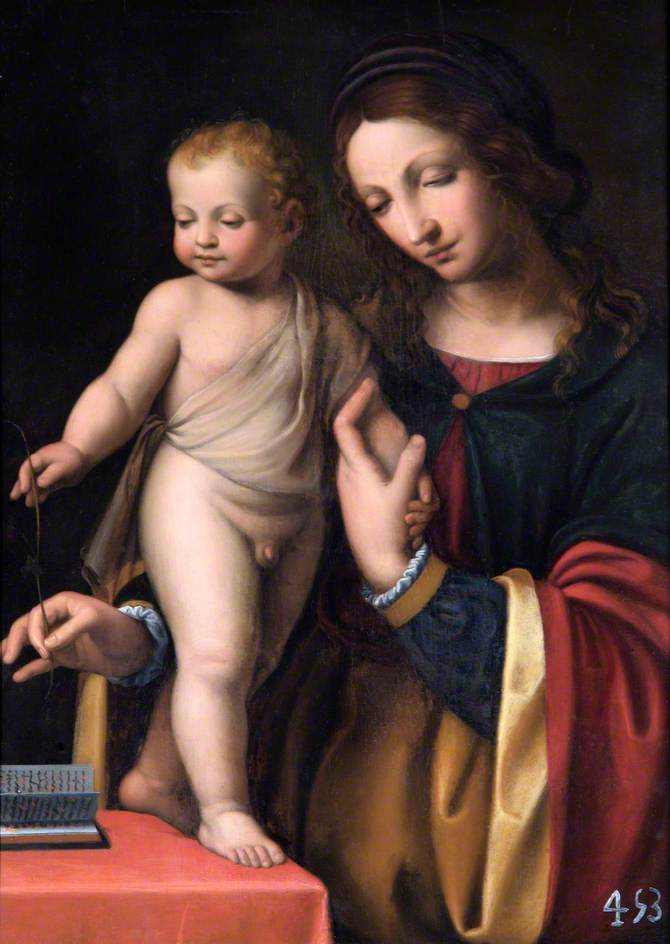
The Virgin with the Standing Child ベルナルディーノ・ルイーニ
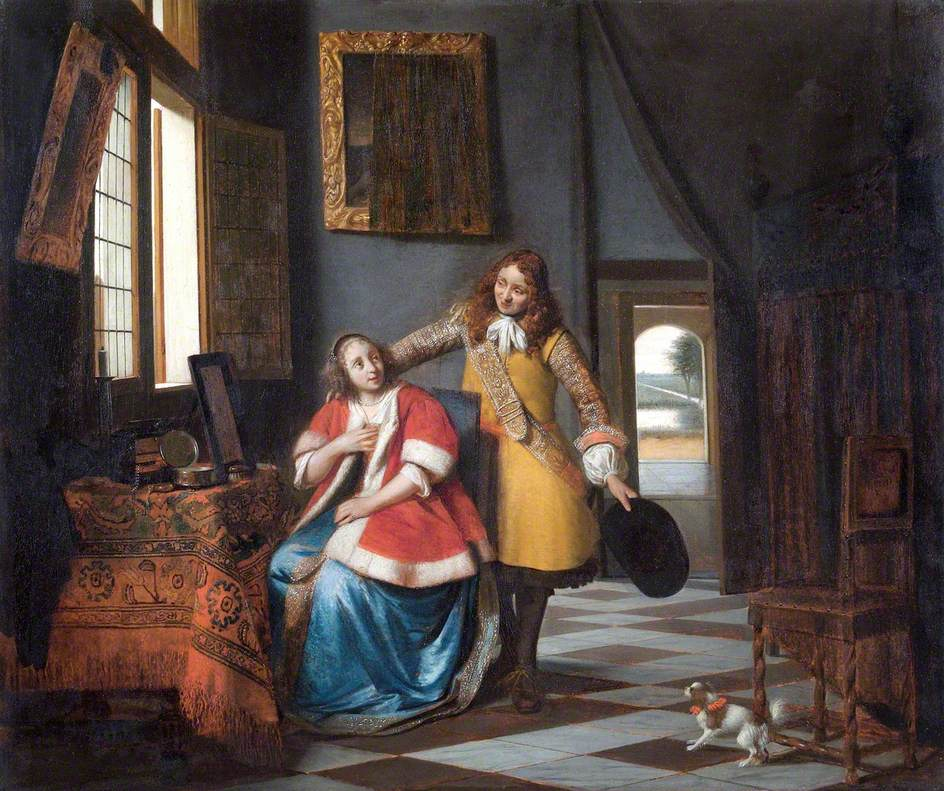
The Intruder: A Lady at Her Toilet Surprised by Her Lover ピーテル・デ・ホーホ1665年頃

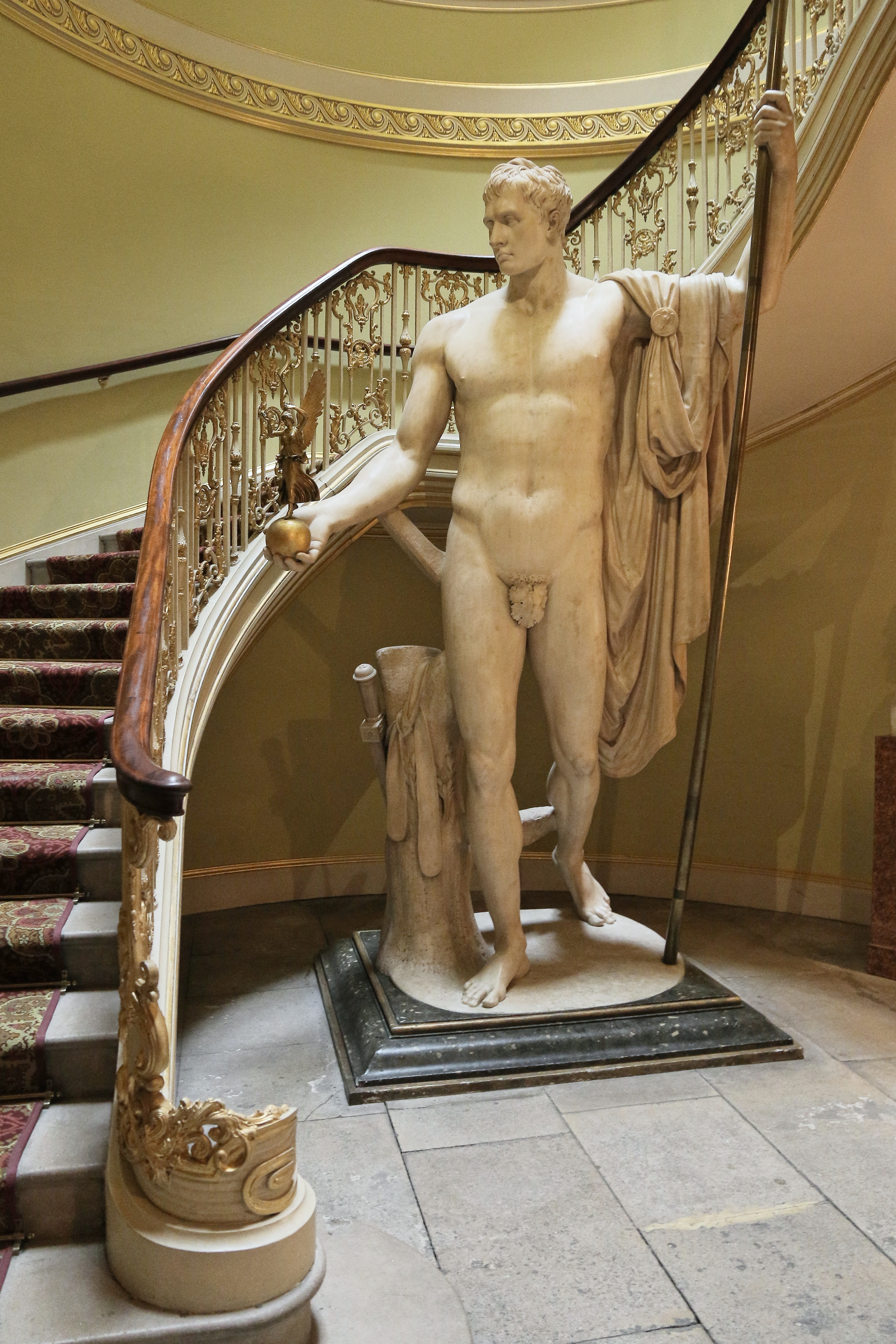
Napoleon as Mars the Peacemaker
アントニオ・カノーヴァ作　1806年

また、アントニオ・カノーヴァ作の有名なナポレオンのヌード像  ("Napoleon as Mars the Peacemaker" ) (英語版) がある。これはカノーヴァがナポレオンから直接依頼を受けて1802年から6年にかけて制作したもので、右手に金のニーケーを持っており、長い杖を持った左手は高く掲げられていて、高さは3.45 メートル (11.3 フィート) である。この像は一度ルーヴル美術館で展示された後、ニコラウス・ペヴズナーによると、ウェリントン公爵のためにイギリス政府が買取り、現在は"アダムの吹き抜け" (Adam's Stairwell) に立っている :463 。
初代ウェリントン公爵はヨーロッパ各国の統治者から数多くの贈答品を受け取っており、それらも展示されている。
- シベリア産斑岩・孔雀石製燭台と2つのサイドテーブル - ロシア皇帝ニコライ1世
- スウェーデン産斑岩製ツボ - スウェーデン王カール14世ヨハン
- 金メッキ磁器の400点からなるテーブルウェア - プロイセン王フリードリヒ・ヴィルヘルム3世
- セーヴル磁器によるエジプト復興装飾芸術 (Egyptian revival decorative arts) (英語版) のテーブルウェア - フランス王ルイ18世
- 銀及び銀メッキの1,000点を超えるポルトガル製テーブルウェア - ポルトガル・リージェンシー・カウンシル [注釈 6]
- マイセンの磁器 - ザクセン王フリードリヒ・アウグスト1世
- 初代ウェリントン公爵のバトン (英語版) - 初代公爵の功績を称えて8か国 (ポルトガル・プロイセン王国・イングランド・オランダ・スペイン・ハノーファー王国・オーストリア・ロシア帝国) の軍隊から陸軍元帥 (field marshal) または同等の階級が与えられ、その象徴として寄贈されたものである。